# Gibson Brothers
Gibson Brothers – francuska grupa dyskotekowa, popularna pod koniec lat 70. Skład zespołu stanowili trzej bracia Gibson urodzeni we francuskiej Martynice: Chris (śpiew, instrumenty perkusyjne), Patrick (śpiew, perkusja) i Alex (śpiew, instrumenty klawiszowe). Największym ich przebojem był utwór Cuba (1979).

## Dyskografia
Albumy
- 1977 - Non-Stop Dance / Come to America
- 1978 - By Night
- 1978 - Heaven
- 1979 - Cuba
- 1980 - On The Riviera
- 1981 - Quartier Latin
- 1985 - Emily
- 1991 - The Very Best of Gibson Brothers
- 1996 - Move on Up
- 1996 - Gibson Brothers – Hits
- 1998 - Better Do It Salsa
- 2005 - Blue Island

Single
- 1976 - Come To America
- 1977 - Non-Stop Dance
- 1979 - Cuba
- 1979 - Ooh What A Life
- 1980 - Que sera mi vida
- 1980 - Mariana
- 1980 - Latin America
- 1983 - My Heart Is Beating Wild (Tic Tac Tic Tac)
- 1985 - T'as le look coco
- 1988 - Cuba '88
- 1990 - Let's All Dance (z Davidem Christie)
- 1996 - Fire